# Col·legi Maragall
El Col·legi Maragall o Col·legis Nous és un centre educatiu del municipi de Sant Cugat del Vallès (Vallès Occidental). L'edifici, inaugurat el 1932 per Francesc Macià, forma part de l'Inventari del Patrimoni Arquitectònic de Catalunya.

## Edifici
L'edifici inventariat és la part central de l'antic edifici Joan Maragall. Construït segons un esquema lineal d'aules al davant d'un passadís i amb dues ales respecte al cos central on s'ubiquen els serveis i oficines d'acord amb els criteris higiènics presentats en l'escola pública de l'època. Elements característics són: amplitud d'espais, bona orientació, gran pati de jocs, vestíbul....A la portada principal destaca l'ornamentació de terrisseria de tipus floral molt ric, rematats, llindes..... Fou concebut sota les teories pedagògiques de l'època.